# 教会会議
教会会議（きょうかいかいぎ、synodもしくはcouncil）とは、教会の会議。通常はキリスト教教会が、教義や管理上の問題を話し合うために催す会議を指す。
公会議は教会全体の会議であるため（あるいはより正確には、会議の参加者たちを教会全体であるとみなす者が集めた会議であるため）にそう呼ばれる。

## 名称について
教会会議を示す英単語Synodは、ギリシャ語で「集まり」を意味するsynodosから来ており、ラテン語のconciliumと同義である。
教会会議という言葉は元は司教：主教の会議を意味しており、現在でもカトリック教会と正教会ではその意味で用いられる。
時折、総会（general synodあるいはgeneral council）という言葉が公会議を指すために用いられることがある。
またシノド（synod）という言葉は正教会で独立教会を統治している高い地位の主教達の会議を指すのに用いられることもある（聖シノド：Holy Synod）。

## 諸教会での用法

### 正教会での用法
正教会においては各独立教会・自治教会内の主教達を構成メンバーとする機関、および主教選出・地方教会の教会法上の決議を行う会議を言う。前者は「聖シノド」（Holy Synod）、後者は単に「シノド」(Synod)と表記される事が多い。
東ローマ帝国時代の正教会では皇帝が会議を召集、主宰することが多かったが、9世紀の東ローマ皇帝バシレイオス1世によって発布された法律集『エパナゴゲー』では、教義の最終決定権は教会会議にあると規程し、皇帝や総主教といえども教会会議の承認なくしては教義を決定できないこととされていた。
日本語媒体において片仮名転写で「シノド」もしくは「シノード」と表記されている場合、それだけで特にロマノフ朝時代のロシア正教会の一機関であり、聖務会院もしくは宗務院とも訳される機関を指している場合もあるので注意が必要である。ロマノフ朝に関連した文脈においてはその蓋然性は高い。

### カトリック教会での用法
カトリック教会ではローマ教皇庁の教会会議は教会法341条に基づく、公会議(羅: Concilium Oecumenicum, 英語: Ecumenical council)と、342条に基づく、世界代表司教会議(英:synod of Bishops,羅:Synodus Episcoporum)と呼ばれ、司教で構成されている。教区には教会法460条により、司祭、修道者、信徒で構成される宣教司牧評議会が置かれる。
カトリック教会では第2バチカン公会議の「教会における司教の司牧役務に関する教令」により義務づけられている。

### 聖公会での用法
アングリカン・コミュニオンにおいては、総会(General Synod)が聖職者と信徒から選任されて行なわれる。ほとんどの聖公会系の教会では、総会をトップとする地理的な教会会議のヒエラルキーが存在する。総会ではそれぞれの聖公会の主教、聖職者、信徒は教会会議の中の各派として出席する。

### ルーテル教会での用法
ルーテル教会の伝統では、教会会議、シノッドという言葉は教区に似た地方的な管理区域、たとえばアメリカ福音ルーテル教会のミネアポリス地区教会会議か、ルーテル教会ミズーリ・シノッドのように教会組織全体のことを指す。時折この言葉は地域教会の牧師の集会について使われることがある。そのような場合、この言葉は決定権を持たない会議のことを意味する。

### 改革派での用法
改革派教会が地理的に定義された区域を管轄する独立した教会群として組織されている（例えばチューリッヒ改革派教会やベルン改革派教会）スイスおよび南ドイツ改革派教会では、教会会議は長老派教会の総会に相当する。オランダ改革派教会（およびその北米での片われ）では、教会会議は各地方の教会の代表からなる教派会合のことを指す。

#### 長老派での用法
いくつかの長老派教会では、教会会議もしくは大会（synod）は、総会（The General Assembly）と、地方の複数教会の中会（The Presbytery）、教会の小会（The Session）の長老会の間に政治的に位置する会議である。カナダ長老教会、オーストラリア連合教会およびアメリカ合衆国長老教会にこれがあてはまる。これら全ての教会はスコットランド国教会の組織から影響を受けたものである。しかし、スコットランド国教会自身は自らの教会会議を1980年代に解散させている。

## 重要な教会会議
- カルタゴ教会会議 en:Synods of Carthage 251, 255, 256, 348, 411, 418, 419, 424年
- アンキュラ教会会議 en:Synod of Ancyra 314年
- エルサレムおよびティルス教会会議 en:Synod of Tyre 335年
- ウィットビー教会会議 664年
- 死体裁判 897年
- シャルー教会会議 en:Synod of Charroux 989年
- en:Synod of Rathbreasail 1111年
- ヴェローナ教会会議 en:Synod of Verona 1184年
- トゥールーズ教会会議 en:Synod of Toulouse 1229年
- ドルト教会会議 1618年/1619年
- ウェストミンスター会議1646年
- 総会 en:General Synod: アングリカン・コミュニオン